# Byrle Klinck
Wayne Melville „Byrle“ Klinck (* 20. Juni 1934 in Elmira, Ontario; † 15. April 2016) war ein kanadischer Eishockeyspieler.  

## Karriere
Byrle Klinck begann seine Karriere als Eishockeyspieler bei den Kitchener Greenshirts, für die er von 1952 bis 1954 in der Junior Ontario Hockey Association aktiv war. In der Saison 1953/54 bestritt er zudem ein Spiel im Seniorenbereich für die Montreal Royals aus der Quebec Hockey League. Die Saison 1954/55 verbrachte er bei den Toledo Mercurys aus der professionellen International Hockey League. Anschließend wurde er vom Amateurteam Kitchener-Waterloo Dutchmen verpflichtet, mit dem er Kanada bei den Olympischen Winterspielen 1956 vertrat. Im Anschluss an das Turnier spielte der Verteidiger ein Jahr lang für die Stratford Indians, ehe er in der Saison 1957/58 erneut für die Kitchener-Waterloo Dutchmen auflief. Dort spielte er jedoch nur sieben Mal, sodass er ein Jahr lang mit dem Eishockey pausierte. Von 1959 bis 1961 trat er für die Regina Caps in der Saskatchewan Senior Hockey League an. Von 1961 bis 1968 stand er für die Woodstock Athletics auf dem Eis. Von 1968 bis 1970 spielte er für die Oakville Oaks, ehe er seine Karriere im Alter von 36 Jahren beendete.  

### International
Für Kanada nahm Klinck an den Olympischen Winterspielen 1956 in Cortina d’Ampezzo teil, bei denen er mit seiner Mannschaft die Bronzemedaille gewann. 

## Erfolge und Auszeichnungen
- 1956 Bronzemedaille bei den Olympischen Winterspielen